# Brecon
Brecon [ˈbɹɛkən] (walisisch: Aberhonddu [ˌabɛrˈhɔnðɪ]) ist eine historische Marktstadt in Mittelwales mit etwa 8.000 Einwohnern. Weitere 6.000 Einwohner verteilen sich auf die zur Stadt gehörenden umliegenden Dörfer.

## Name
Der Legende nach soll der Name Brecon vom walisischen Prinzen Brychan abgeleitet sein.
Brecon ist der englische Name, der walisische Name der Stadt lautet Aberhonddu, nach dem Fluss Honddu, der nahe dem Stadtzentrum in den Fluss Usk mündet.
Brecon, im 19. Jahrhundert auch Brecknock genannt, ist Hauptstadt der historischen Grafschaft Brecknockshire.

## Geschichte

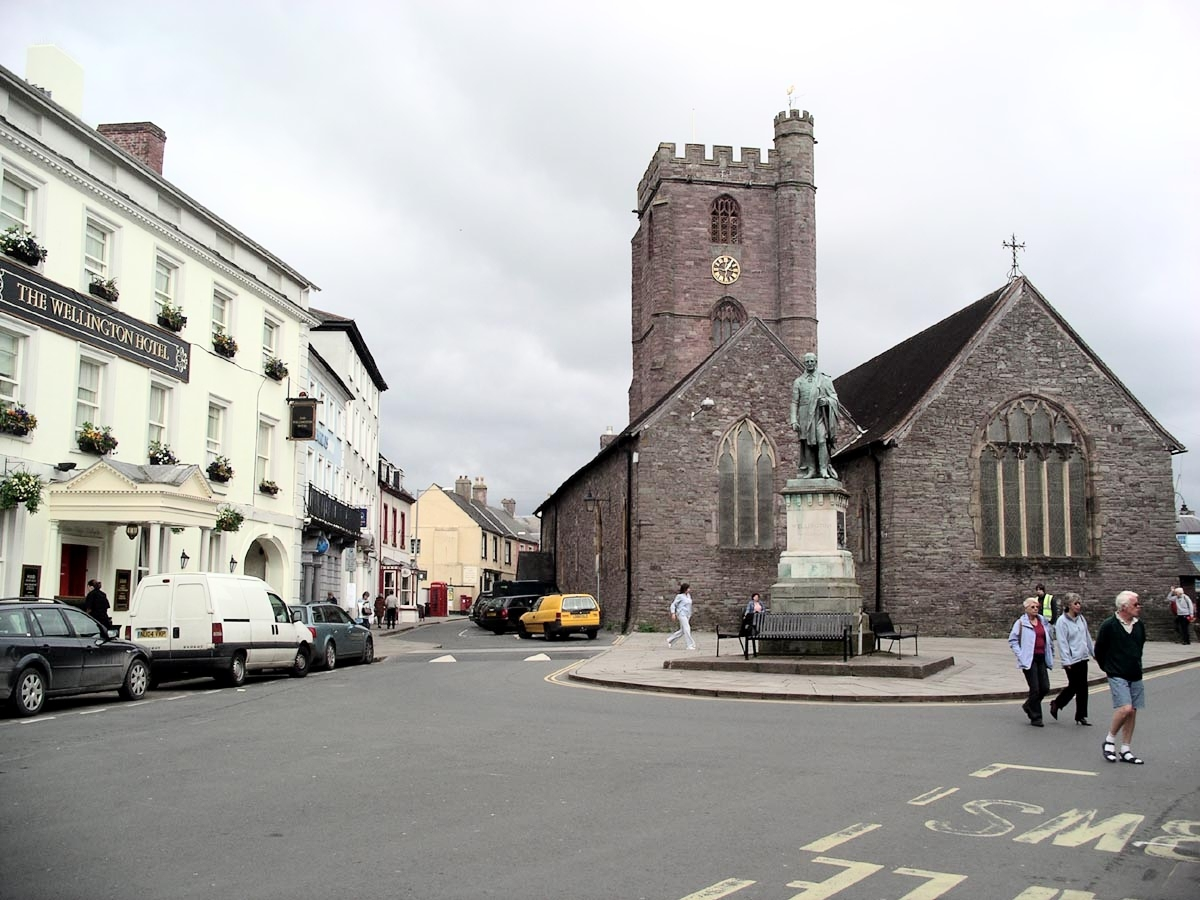
Zentrum von Brecon mit der St. Mary’s Church

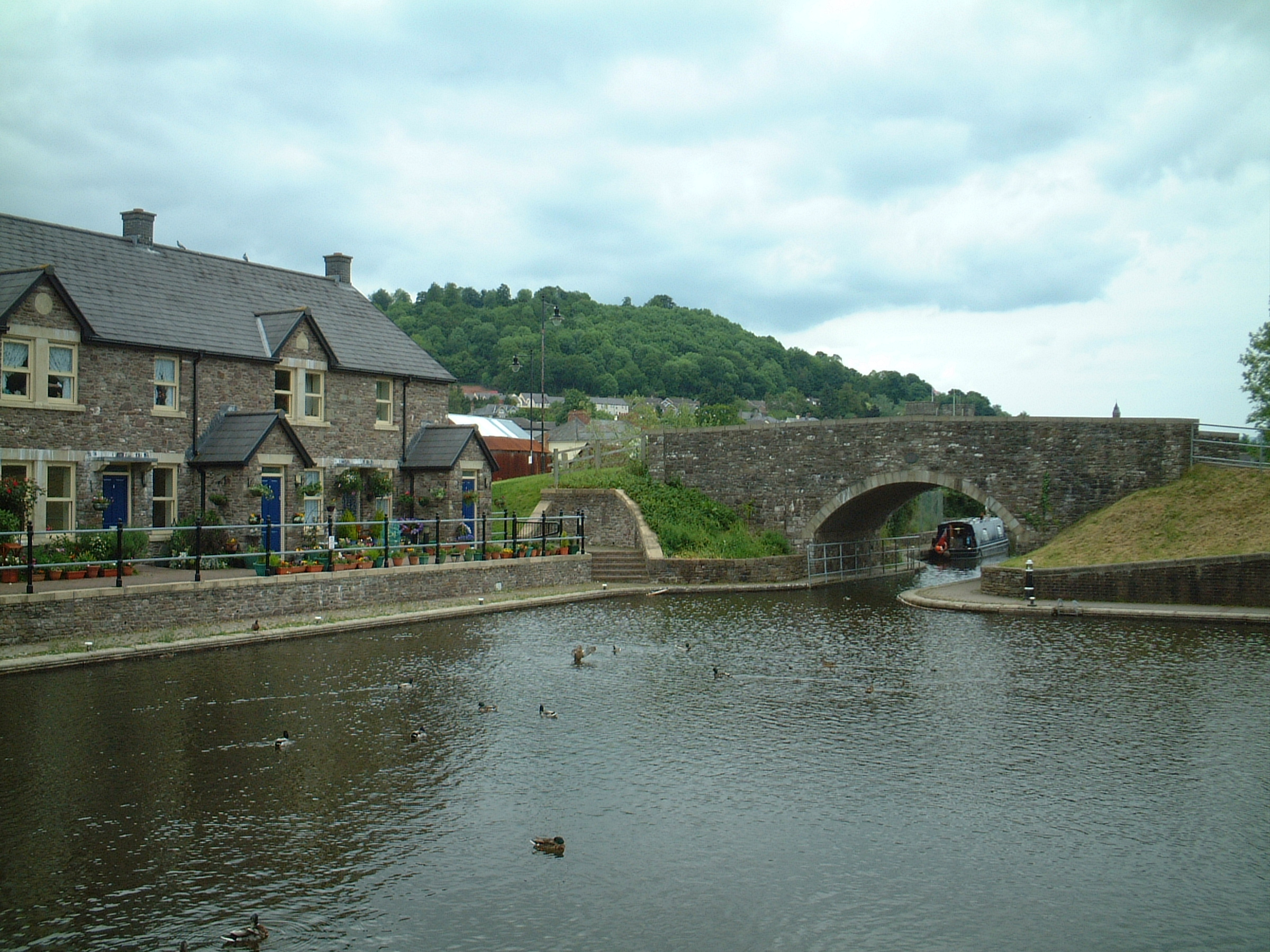
Brecon

Feuersteinfunde legen eine Besiedlung bereits in dem Zeitraum vor 4.000 bis 5.000 Jahren nahe.
In der Nähe der Stadt gab es zwar ein Römerlager, aber der jetzige Ort entstand erst im 12. Jahrhundert nach dem Bau einer normannischen Burg und eines Klosters des Benediktiner-Ordens. Bevor eine Brücke über den Usk gebaut wurde, war Brecon eine der wenigen Städte, an denen es eine Furt durch den Fluss gab. Der Zusammenfluss des Usk mit dem Honddu bot eine gute strategische Lage für die normannische Burg Brecon Castle, die die Stadt überragt. Die Burg wurde von Bernard de Neufmarché im späten 11. Jahrhundert gebaut. Heute steht an der gleichen Stelle das Castle Hotel.
Im 17. Jahrhundert schleiften die Bewohner der Stadt ihre Festung und den größten Teil der Stadtmauer, um im Bürgerkrieg kein Angriffsziel zu bieten.
Nicht weit von der Burg entfernt steht die Kathedrale von Brecon, die auf dem Gelände des ehemaligen Benediktinerklosters entstand. Die Klosterkirche entwickelte sich im 15. Jahrhundert zum Wallfahrtsort. Von der normannischen Kirche ist lediglich das Taufbecken erhalten. Nach der Auflösung des Klosters wurde sie zur Gemeindekirche, bevor sie im Jahr 1923 zur Kathedrale der neu eingerichteten Diözese Swansea and Brecon der anglikanischen Church in Wales erhoben wurde.

## Wirtschaft und Verkehr

### Tourismus
Heute ist Brecon eine Touristenstadt, da direkt am Südrand der Stadt der Bannau-Brycheiniog-Nationalpark beginnt. Von der Stadt aus hat man einen guten Blick auf die Brecon Beacons Berge, u. a. den Pen y Fan, die höchste Erhebung im Süden Großbritanniens mit 886 m.
Veranstaltungen

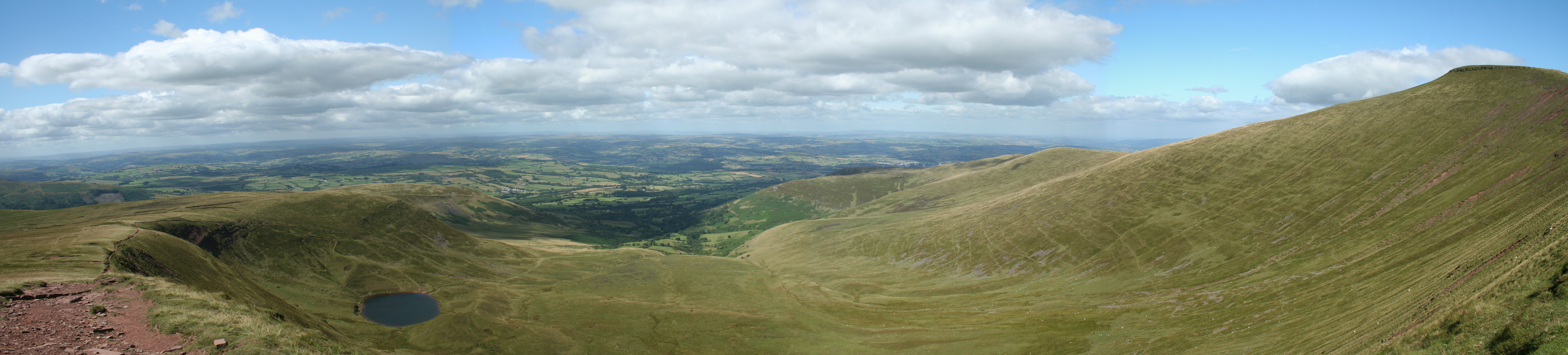
Blick vom Corn Du (873 m) über die Brecon Beacons

Im August findet das alljährliche Brecon Jazz Festival im Stadtzentrum statt, bei dem verschiedene Musiker sowohl Open-Air-Konzerte geben, als auch in der Stadthalle und im neuen Brycheiniog-Theater auftreten.
Sehenswürdigkeiten

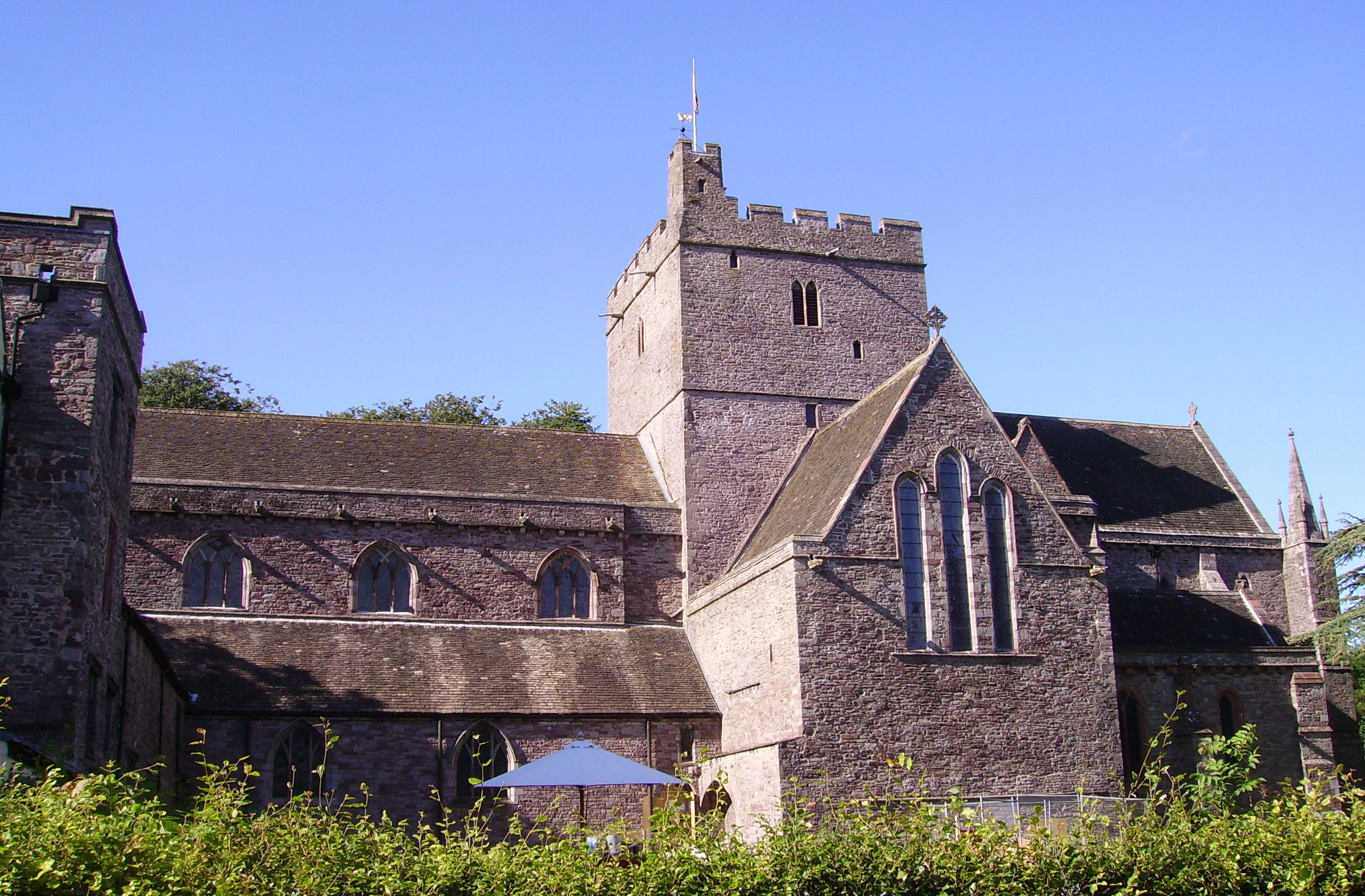
Kathedrale in Brecon

- Die Kathedrale von Brecon geht auf die Jahre um 1100 zurück.
- In der Burg ist heute das Castle Hotel eingerichtet.
- Brecknock-Heimatmuseum und Kunstgalerie
- Militär- und Regimentmuseum
- Christ College
- Monmouthshire and Brecon Canal
- Ffostil North und South, zwei Cotswold Severn Tombs nordöstlich von Talgarth und Brecon.

### Truppenübungsplatz
12 Kilometer westlich der Stadt liegt ein wichtiger Truppenübungsplatz der britischen Armee, die Sennybridge Training Area.

### Viehmarkt
Brecon besitzt ein kleines Industriegebiet, in dem jetzt auch der Viehmarkt stattfindet, der früher im Stadtzentrum abgehalten wurde.

### Verkehr
Die Stadt stellt das Schulzentrum für die umliegenden Dörfer und Höfe dar und es ist nicht selten, dass Schüler mehr als eine Stunde mit dem Bus zu fahren haben, um in Brecon die Schule zu besuchen.
Brecon ist verkehrsmäßig am Treffpunkt der Staatsstraßen A40 und A470.
Einen Eisenbahnanschluss gibt es nicht mehr in der Stadt, seitdem die Brecon and Merthyr Railway die Linie nicht mehr betreibt.

## Städtepartnerschaften
Brecon hat derzeit drei Städtepartnerschaften.
- Gouesnou, Frankreich, seit 1988
- Saline (Michigan), USA, seit 1989
- Dhampus, Nepal, seit den 2010ern

## Söhne und Töchter der Stadt
- Edward Stafford, 3. Duke of Buckingham (1478–1521), Magnat
- Thomas Coke (1747–1814), erster Bischof der Methodistischen Kirche
- Sarah Siddons (1755–1831), Schauspielerin
- Emma Packe (1840–1914), Mitbegründerin der Women’s Christian Temperance Union of New Zealand
- Ernest Howard Griffiths (1851–1932), Physiker
- Stewart F. Newcombe (1878–1956), Armeeoffizier
- Roger Glover (* 1945), Musiker (Deep Purple)
- Rachel Podger (* 1968), britische Violinistin

## Nachweise
1. ↑  ONS Neighbourhood Statistics
2. ↑  About the Diocese (englisch)
3. ↑  Brecon Town Twinning auf der Website des Brecon Town Councils, abgerufen am 13. Mai 2021 (englisch).